# Municipio Juan José Mora
Juan José Mora es uno de los 14 municipios que conforman el Estado Carabobo en la Región Central) en Venezuela. Su capital es la ciudad de Morón. Se encuentra ubicado en la Región Norte (noroeste) del Estado Carabobo en la costa caribeña. Tiene una superficie de 453 km² y una población de 73.023 habitantes 2016. El Municipio Juan José Mora posee 2 parroquias civiles

## Historia
El municipio Morón fue fundado en 1773 junto con el municipio Urama, luego a mediados de 1902 se constituiría como tal el Municipio Juan José de Mora en honor al militar patriota que luchó en la Guerra de Independencia de Venezuela. Con los constantes cambios de la Ley política-territorial de Venezuela el municipio quedaría dentro del desaparecido Distrito Puerto Cabello hasta el 7 de agosto de 1981 cuando nace formalmente el actual municipio.
El general Ezequiel Zamora estableció su cuartel general en este sitio el 23 de marzo de 1859. El 16 de marzo estuvo en Jacura, el 17 en Capadare, el 20 en San Juan de los Cayos, el 21 en el Tocuyo de la Costa y el 22 hubo de librar un combate contra las fuerzas conservadoras a cargo del comandante Francisco Antonio Rivera. Este combate se realizó en la margen derecha del río Yaracuy. Zamora al frente de sus hombres atravesó el caudaloso río Yaracuy, con sus hombres atados a los caballos y las lanzas entre los dientes para después dar cuenta fácil del comandante Rivera y su ejército. La victoria le permitió a Zamora aprovisionarse con lo que estos traían: armas de fuego, pólvora y otros pertrechos.
Ya en Morón se le incorporó un gran número de simpatizantes a la causa federal, que estaban bajo el mando del coronel Juan José Mora y su hijo José Félix Mora.
El general Zamora incrementó considerablemente sus tropas en Morón, no solamente por la incorporación de los "negros cimarrones" o "moroneros" como los llamaba el cronista zamorista, sino también con peones provenientes de las riberas del río Yaracuy. Su ejército estaba preparado para dar la batalla de El Palito, población que dista 10 km. aproximadamente de Morón, y donde estaban acantonadas las tropas de los comandantes Andrés Avelino Pinto, el coronel José Rosario Armas y J.M. Cubillan. El general Zamora ya estaba al tanto de quiénes eran los oficiales adversarios y cual era la ubicación del ejército enemigo, por las incidencias del corneta de las tropas godas, el mulato Juan Rodríguez, que se había unido a las tropas federales.
El general Zamora y sus hombres salieron de Morón a las 4 de la tarde y a las 10 de la noche les cayó por sorpresa al ejército del gobierno que al cabo de dos horas quedó destrozado, huyendo sus oficiales unos hacia Puerto Cabello y otros hacia Valencia. Como resultado de esta batalla quedaron un número importante prisioneros, pertrechos de guerra, etc. El saldo negativo de las tropas federales fue la pérdida de las vidas de los valientes oficiales Juan Nepomuceno Guerra, los comandantes Prado, Rodulfo Pereira, Castellano y otros más.
La batalla de El Palito, según los entendidos, fue producto de una hábil estrategia de Zamora que dividiendo sus tropas en dos partes rodeó al enemigo sorprendiéndole sin darle tregua ni oportunidad de escapatoria. Una columna federal se había dirigido por Sanchón hacia El Cambur, bajando por la ruta que viene de Valencia y la otra tomó el camino de la costa. "Zamora ocultó su movimiento por la costa con toda sagacidad y reserva". Este juicio corresponde al general León de Febres Cordero, quien servía a las tropas del gobierno, y emitió este criterio un tiempo después.
El general Zamora regresó a Morón el 24 de marzo, allí tenía su cuartel general. Se reunió con el grueso de sus tropas para continuar su marcha hacia San Felipe. Se llevaba de Morón cerca de 2.000 efectivos, entre los que se sumaron en Morón y los que se incorporaron en El Palito, además de llevar un parque de armas y municiones suficientes. El sábado 26 en la mañana arribó a Urama, que había sido sublevada por Casimiro Herrada, Esteban Herrada y Joaquín Molina. "Luego el 27 sublevó a Canoabito, los Cañizos y Aguas Negras".
Poco tiempo después que el general Zamora se marchó de Morón, las tropas del gobierno dirigidas por el comandante Silverio Escalona, procedieron a incendiar y a devastar los caseríos de Sanchón, Morón, Alpargatón y Urama, como represalia al apoyo que le habían brindado estos pueblos a la causa de la Federación.
Meses después Morón recibiría a otro ilustre visitante: El general Juan Crisóstomo Falcón. El general Falcón proveniente de Curazao arribó a las costas de Palma Sola, el 24 de julio de 1859 acompañado de un grupo de personas que sumaban 37, entre ellos resaltaba la presencia de Antonio Guzmán Blanco, Jacinto Regino Pachano, biógrafo del Mariscal, Jesús María Aristeguieta, Wenceslao Casado y otros.
El objetivo del general Falcón no era el de desembarcar en Morón sino en Puerto Cabello, donde era esperado por sus correligionarios, quienes ya habían sometido a un número considerable de hombres del gobierno para facilitar la invasión de Falcón, pero en alta mar Falcón se enteró de la detención en Puerto Cabello de su comisionado personal Luis Level de Goda junto al comisionado del presidente Julián Castro, quienes habían zarpado del puerto de La Guaira a bordo de un buque de guerra que el gobierno le entregaría a Falcón como parte del trato para firmar la capitulación y el cese de la guerra. Falcón decide torcer el rumbo de su viaje y desembarca en Morón para evitar ser descubierto en su jugada.
Luis Level de Goda fue absuelto al poco tiempo debido al salvoconducto que le había otorgado el presidente Julián Castro, pero como consecuencia de esta felonía de Falcón los guardacostas se apoderaron de embarcaciones de los invasores federales, y las armas que Falcón les había prometido a los insurgentes que venían por tierra, nunca llegaron, por lo que quedaron desguarnecidos, solo con machetes y cuchillos, a merced de la arremetida del gobierno.
La estancia del general Falcón no fue muy grata que digamos. Con frecuencia los Morenses le preguntaban por Zamora y dudaban de la entereza de Falcón.
La arrolladora y magnética personalidad del General Zamora contrastaba con la irresoluta y ambivalente personalidad del General Falcón. Éste no lograba convencer a los moronenses de sus dotes de conductor de una lucha social que exigía de sus dirigentes arrojo y valentía, cualidades que sí poseía Zamora y parecían estar ausentes en el general Falcón. El pueblo de Morón tuvo la suerte de poder comparar las dos personalidades de los máximos líderes del movimiento federal.
El general Juan Crisóstomo Falcón salió de Morón rumbo a Barquisimeto, pasando por los mismos lugares que cuatro meses atrás había conquistado Zamora. Falcón no marchó a Caracas a derrocar el gobierno de Julián Castro, tal como había jurado ante el comité revolucionario de Curazao. El gobierno de Castro estaba grave y tambaleante y no soportaba un embestida decidida del ejército federal, pero Falcón no lo entendió así.
Juan José Mora como fiel seguidor de la causa federalista, que se incorporó y se marchó con Zamora el 24 de marzo de 1859. Sería interesante conocer algunos pasajes de la vida del hijo epónimo de este municipio costero del Estado Carabobo. El entonces sargento primero ingresó al ejército patriota en el año de 1814. Tuvo una participación activa en la gloriosa batalla de Carabobo, perteneciendo a las tropas comandadas por el patriota Johan Uslar, quien había sido incorporado por el Libertador Simón Bolívar con el grado de Coronel, después del armisticio de 1820.
El 10 de noviembre de 1823 en la gesta heroica del ejército de José Antonio Páez, al rescatar a Puerto Cabello del poder realista, se encuentra el oficial Juan José Mora integrando la compañía de granaderos comandado por el teniente coronel Francisco Farfán, los cuales eran los encargados de ocupar, como en efecto lo hicieron, las baterías de la Princesa y el Príncipe del castillo de Puerto Cabello.
El fragmento anterior corresponde al boletín del ejército sitiador de Puerto Cabello, donde destaca lo fugaz y la bravura con que se llevó a cabo la ocupación de las artillerías de La Princesa y El Príncipe.
Juan José Mora continuó su carrera militar sirviendo a los gobiernos que se sucedieron en la Venezuela Republicana del siglo XIX, especialmente con el gobierno de los Monagas, y obtiene el rango de general después de su incorporación a la Guerra Federal, con el general Ezequiel Zamora, con quien participó con el grado de Coronel de la impetuosa batalla de Santa Inés, en Barinas el 9 de diciembre de 1859, muestra del genio militar del "General del Pueblo Soberano". El coronel Juan José Mora era el encargado junto con el general José Desiderio Trías y 400 soldados de la defensa de la fortificación "El Trapiche".
La fortificación "El Trapiche" constituía la segunda trinchera construida por el ingeniero José Ignacio Chaquert para meter en el redil al ejército conservador, cosa que sucedió a las once de la mañana de ese día, y para lo cual tenían instrucciones el general José Desiderio Trías y el coronel Juan José Mora de resistir -según Brito Figueroa- pero, hasta tanto fuese diezmada la vanguardia goda. Las tropas conservadoras fueron destruidas y los sobrevivientes diéronse a la fuga desesperadamente. La batalla de Santa Inés fue por su concepción, diseño y ejecución; el combate más significativo en la carrera militar de Zamora, amén de la trascendencia nacional y lo cruenta de la lucha que dejó un saldo catastrófico para el gobierno de los conservadores.
Luego del Tratado de Coche y asumiendo los liberales el gobierno, el General Mora fue objeto de muchos reconocimientos a sus méritos como militar afecto a la causa federal. El general recibe instrucciones del gobierno nacional de premiar a los que fueron consecuentes seguidores de la Federación, a través del repartimiento de tierras en el ámbito Morense.
De esta manera y según testimonio de la anterior cita, finalizó su vida el prócer Morense Juan José Mora, que aún podía haber logrado mayores beneficios para su pueblo, cuando le sorprendió la muerte.
El general José Félix Mora representó otra figura notable del pueblo de Morón. Este ilustre personaje llegó a ocupar las máximas posiciones en el panorama político del estado Carabobo. Se inició en la vida militar como edecán de su padre, el General Juan José Mora y se alistó en el ejército federal con el General Zamora a su llegada a Morón en el año de 1859. Sus méritos militares, obtenidos durante su performance en la guerra federal y con su activa lealtad a la "Revolución Legalista" de Joaquín Crespo le permitieron adquirir la valía suficiente como para ser una prominente personalidad en su estado natal en las postrimerías del siglo XIX.
En 1988 con la creación de la figura de los Municipios Autónomos se desgaja del entonces Distrito Puerto Cabello (hoy Municipio) y adquiere autonomía con su configuración y nombre actual.

### Toponimia
El municipio toma el nombre en honor a Juan José Mora.

## Geografía
En el municipio se observan dos regiones, la litoral y la montañosa en la Cordillera de la Costa, se presentan precipitaciones anuales de 900 mm en el litoral y entre 1200 mm y 1500 mm en la montaña. Tiene una temperatura promedio de 27 °C que pueden variar hasta en 2 °C. Presenta numerosas corrientes de aguas en sentido sur-norte que desembocan en el Caribe, de ellos destaca el Río Yaracuy que hace la frontera con el Estado del mismo nombre y el Río Morón que atraviesa el centro del municipio.

## Parroquias
1. Parroquia Morón
2. Parroquia Urama

### Límites
- Al norte: Mar Caribe
- Al sur: Municipio Bejuma
- Al este: Municipio Puerto Cabello
- Al oeste: Municipio Veroes (Estado Yaracuy)

## Símbolos municipales
El municipio contiene un himno, una bandera, y un escudo.

## Política y gobierno

### Alcaldes
| Período     | Alcalde                | Partido político / Alianza | % de votos | Notas |
| ----------- | ---------------------- | -------------------------- | ---------- | --- |
| 1989 - 1992 | Eujenio Bello Castillo | COPEI                      | 52,76      | Primer alcalde bajo elecciones directas |
| 1992 - 1995 | Rafael Garrido         | AD                         | 36,82      | Segundo alcalde bajo elecciones directas |
| 1995 - 1999 | Rafael Garrido         | AD                         | -          | Reelecto (se realizaron elecciones generales adelantadas en el 2000 debido a la aprobación de la Constitución de 1999)                                                                |
| 1999 - 2000 | Carmen de Idehoben     | AD                         | -          | Alcaldesa interina después de que el hasta entonces alcalde Rafael Garrido renunciara al cargo para lanzar su candidatura en el municipio Puerto Cabello, cargo que le duraría 1 año. |
| 2000 - 2004 | Nelly Colina           | PRVZL                      | 23,56      | Tercer alcalde bajo elecciones directas |
| 2004 - 2008 | José Gregorio Frías    | MVR                        | 47,26      | Cuarto alcalde bajo elecciones directas (Renunció a su cargo en el año 2008) |
| 2008        | Wilmer Pérez           | MVR                        | -          | Alcalde interino (Completó el mandato de José G. Frías) |
| 2008 - 2013 | Matson Caldera         | PSUV                       | 61,08      | Quinto alcalde bajo elecciones directas (se postergan 1 año las elecciones municipales pautadas para finales del 2012)                                                                |
| 2013 - 2017 | Matson Caldera         | PSUV                       | 43,39      | Reelecto |
| 2017 - 2021 | Yildre Villegas        | PSUV                       | 51,90      | Sexto alcalde bajo elecciones directas |
| 2021 - 2025 | Alirio Sánchez         | PSUV                       | 57,87      | Séptimo alcalde bajo elecciones directas |

### Concejo municipal
Período 1989 - 1992
| Concejales:         | Partido político / Alianza |
| ------------------- | -------------------------- |
| José Antonio Ortega | AD                         |
| Ofelia de Colina    | AD                         |
| Eredina de Rosas    | AD                         |
| Eddy Domínguez      | COPEI                      |
| Nelly Colina        | COPEI                      |
| Francisco Arias     | COPEI                      |
| Alexis Coello       | MAS                        |
| Mario Lugo          | MEP                        |
| Francisco García    | FORMULA I                  |

Período 1992 - 1995
| Concejales:        | Partido político / Alianza |
| ------------------ | -------------------------- |
| Reinaldo Saavedra  | AD                         |
| Luis González      | AD                         |
| Tulio Sánchez      | AD                         |
| Carmen de Idehoben | AD                         |
| Adelis Pérez       | AD                         |
| Pedro Romero       | COPEI                      |
| Nelly Colina       | COPEI                      |
| Carmen Sánchez     | COPEI                      |
| Nelly Sánchez      | NGD                        |

Período 1995 - 2000
| Concejales:        | Partido político / Alianza |
| ------------------ | -------------------------- |
| Luis Blanco        | AD                         |
| Ramón Peña         | AD                         |
| Luis González      | AD                         |
| Tulio Sánchez      | AD                         |
| Carmen de Idehoben | AD                         |
| Sergio Herrera     | AD                         |
| Alpedes Castillo   | COPEI                      |
| Gladys de Moreno   | PROCA                      |
| Freddy Caldera     | MAS                        |

Período 2000 - 2005
| Concejales:       | Partido político / Alianza |
| ----------------- | -------------------------- |
| Reinaldo Saavedra | PRVZL                      |
| Omar Arteaga      | PRVZL                      |
| Felix Saavedra    | PRVZL                      |
| Gustavo Morales   | PRVZL                      |
| Sergio Herrera    | AD                         |
| Juan Gil          | PCV                        |
| Heriberto Ramírez | PPT                        |

Período 2005 - 2013
| Concejales:         | Partido político / Alianza |
| ------------------- | -------------------------- |
| José Larry Álvarez  | MVR                        |
| Hugo Rafael Cendron | MVR                        |
| Matson Caldera      | MVR                        |
| José Díaz           | MVR                        |
| Eloina Rodríguez    | MVR                        |
| Gloria de Rumbos    | MVR                        |
| Heriberto Ramírez   | PPT                        |

Período 2013 - 2018:
| Concejales          | Partido político / Alianza |
| ------------------- | -------------------------- |
| José Larry Álvarez  | PSUV                       |
| Johrimar Hoyer      | PSUV                       |
| Denny Pirel         | PSUV                       |
| Gustavo Álvarez     | PSUV                       |
| Hugo Rafael Cendron | PSUV                       |
| Ángel Álvarez       | PCV                        |
| Omar Caldera        | PSUV                       |

Período 2018 - 2021
| Concejales       | Partido político / Alianza |
| ---------------- | -------------------------- |
| Luis Arends      | PSUV                       |
| Gustavo Álvarez  | PSUV                       |
| Norma Tarazona   | PSUV                       |
| Ivan Campos      | PSUV                       |
| Gricelyz Sánchez | PSUV                       |
| Johrimar Hoyer   | PSUV                       |
| Angel Álvarez    | PCV                        |

Periodo 2021 - 2025
| Concejales:      | Partido político / Alianza |
| ---------------- | -------------------------- |
| Beisy Guevara    | PSUV                       |
| Erik Zambrano    | PSUV                       |
| Griselyz Sánchez | PSUV                       |
| Yumary Medina    | PSUV                       |
| Vicente Cariel   | PSUV                       |
| Rigle Mendoza    | PSUV                       |
| Joséfa Ruiz      | PSUV                       |